# Marian Kulczycki
Marian Kulczycki (ur. 13 sierpnia 1924 w Stanisławowie, zm. 7 sierpnia 1995 we Wrocławiu) – polski psycholog, wykładowca Uniwersytetu Wrocławskiego.

## Życiorys
Urodzony 13 sierpnia 1924 r. w Stanisławowie. W latach 1946–1949 studiował psychologię na Wydziale Humanistycznym UWr, od 1950 r. pracował w Zakładzie Psychologii, początkowo jako wolontariusz. Doktorat obronił w 1952 r. podstawie pracy Niektóre warunki myślenia produktywnego. W latach 1950–1957 odbył studia lekarskie, po czym podjął pracę w Wojewódzkiej Poradni Zdrowia Psychicznego. Był także w latach 1952–1967 pracownikiem w Katedrze Psychologii.
Od 1966 r. docent na Wydziale Filozoficzno–Historycznym Uniwersytetu Adama Mickiewicza w Poznaniu, po roku wrócił UWr, gdzie uruchomiono analogiczny wydział i został kierownikiem Katedry Psychologii (1967–1972), Zakładu Psychologii Ogólnej (1967–1987) i Zakładu Psychologii Klinicznej (1987–1994). Tytuł profesora nadzwyczajnego uzyskał w 1973 r. W latach 1974–1978 dziekan Wydziału Filozoficzno–Historycznego.
Wypromował 14 doktorów, w tym trzech habilitowanych. Autor 75 publikacji. Należał do redakcji Psychologii Wychowawczej i Prac Psychologicznych.
Zmarł 7 sierpnia 1995 r. we Wrocławiu i został pochowany na cmentarzu św. Rodziny we Wrocławiu.

## Ordery i odznaczenia
- Krzyż Kawalerski Orderu Odrodzenia Polski (1974)
- Złoty Krzyż Zasługi (1973)
- Medal Komisji Edukacji Narodowej (1977)